# Le Collier rouge
Le Collier rouge è un film del 2018 diretto da Jean Becker.